# 마크 에드워드 루이스
마크 에드워드 루이스(영어: Mark Edward Lewis, 1954년 9월 25일~)는 미국의 중국학자, 역사학자이다. 전근대 중국의 사상사와 사회사에 대해 연구했으며 특히 사회와 문예 등을 통한 중화 제국의 형성 과정에 대한 연구로 잘 알려져 있다. 시카고 대학에서 학위를 취득했으며 스탠퍼드 대학교 등지에서 교편을 잡았다.
중국어 이름인 루웨이이(중국어 간체자: 陆威仪, 정체자: 陸威儀, 병음: Lù Wēiyí, 한자음: 육위의)로도 알려져 있다.

## 저서
- 《초기 중국의 허락된 폭력》(Sanctioned Violence in Early China, 1990)
- 《초기 중국의 글쓰기와 권위》(Writing and Authority in Early China, 1999)
- 《초기 중국의 홍수 신화》(The Flood Myths of Early China, 2006)
- 《초기 중국의 공간 건설》(The Construction of Space in Early China, 2006)
- 《초기 중국의 명예와 수치》(Honor and Shame in early China, 2021)